# Боровых, Иван Александрович
Иван Александрович Боровых (22 августа 1902, д. Старое Село, Кунгурский уезд, Пермская губерния, Российская империя — 1978) — советский государственный деятель. Врид наркома пищевой промышленности Казахской ССР.

## Биография
Иван Александрович Боровых родился 22 августа 1902 года в деревне Старое Село Кунгурского уезда Пермской губернии в семье крестьянина. По национальности русский.
В 1913 году окончил сельскую приходскую школу в г.Кунгур.

### Трудовая деятельность
В 1919-1924 годах начальник транспортного отдела Кунгурского уездного продовольственного комитета, особоуполномоченный Пермского губернского продовольственного комитета по Кудымкарской группе районов Коми-Зыряновской Республики.
В 1924-1927 годах служил в Рабоче-крестьянской Красной армии: красноармеец, ответственный организатор 7-го полка связи в г.Самара.
В 1927-1930 годах заведующий секцией, затем заведующий биржей труда в г.Самара.
С ноября 1930 по апрель 1933 года заместитель наркома труда Казахской АССР.
В 1933-1935 годах начальник политического отдела Яны-Курганской машинотракторной станции в Южно-Казахстанской области.
В 1935-1936 годах заместитель председателя Казсовпрофа.
В 1936-1938 годах заведующий отделом труда Риддерского комбината, заместитель начальника Управления хлебной промышленности Казахской ССР, директор Казплодвинимпорта, управляющий трестом «Казхлеб».
С марта по апрель 1938 года врид наркома пищевой промышленности Казахской ССР .
20 ноября 1938 года решением бюро ЦК КПК Боровых был снят с должности с формулировкой «как не справившийся с работой и нежелающий бороться за исправление недостатков хлебопекарной промышленности». После этого был назначен заместителем директора Казшвейсбыта в г.Алма-Ате.
В 1939 году Боровых был арестован и в августе приговорен к 7 годам исправительно-трудовых лагерей.
В сентябре 1941 года был призван в РККА Фрунзенским РВК, г.Алма-Ата. Служил на Южном фронте с декабря 1941 года, Сталинградском фронте с июля 1942 года. Военный комиссар ППГ 2910 Приволжского военного округа. Звание капитан.
После увольнения с воинской службы в 1947 году Боровых работал заведующим организационно-инструкторским отделом аппарата уполномоченного ВЦСПС по Казахской ССР.
С 1948 года был председателем Казахского республиканского комитета профсоюза работников цветной металлургии СССР.
С марта 1954 года заместитель председателя и секретарем Казсовпрофа.
С марта 1956 года занимал посты председателя Казахского комитета Союза рабочих городского и сельского строительства, начальника отдела треста «Казмонтажавтоматика».
Персональный пенсионер республиканского значения.
Член Казкрайкома ВКП(б) (19хх - 1937)

### Награды
Орден Красной Звезды 06.08.1946
Медаль «За боевые заслуги» 03.11.1944
Медаль «За победу над Германией в Великой Отечественной войне 1941–1945 гг.»